# Geoffroy II de Gâtinais
Geoffroy II dit Ferréol fut comte de Gâtinais au XIe siècle. Il était fils de Hugues du Perche et de Béatrice de Mâcon, comtesse de Gâtinais par son premier mariage avec Geoffroy Ier (de ce premier lit était venu le comte  Aubri le Tors, † vers 1028/1030).
Il succéda à son demi-frère utérin entre 1028 et 1030.[réf. souhaitée] Son surnom de Ferréol est mentionné dans la chronique dite du continuateur d'Aimon, datant du XIIe siècle, et il n'est pas certain qu'il l'ait porté de son vivant.
Le lyrisme hagiographique du chroniqueur de la nouvelle dynastie des comtes d'Anjou a laissé penser que Geoffroy Ferreol, originaire du Perche, a hérité de tout le Gâtinais. En réalité, il n'a hérité que de la moitié Nord du comté : sa capitale Château-Landon, et la vicomté sise Moret, Lorrez-le-Bocage et Voulx. Cette partie  sera cédée par Foulques le Réchin à la Couronne pour prix de l'entérinement de la déposition de son frère aîné Geoffroy le Barbu vers 1068. La moitié Sud du comté, sera attribuée à un autre héritier : le seigneur Geoffroy et son épouse Adélaïde, puis à leur fils Gilduin, archevêque de Sens. On y trouve Boiscommun, Lorris et une seconde vicomté médiévale du Gâtinais : celle de Fessard. Cette seconde moitié fera l'objet d'un échange territorial permettant la création du comté de Joigny avant 1080. La non-prise en compte de ce contexte successoral à deux bénéficiaires, a provoqué avant 1914, de longues polémiques entre érudits locaux ne disposant pas de la clé des nombreux paradoxes qu'ils avaient pourtant relevé.
Il épouse Ermengarde d'Anjou, dite Blanche († 1076), fille de Foulque III Nerra, comte d'Anjou et d'Hildegarde, et eut :
- une fille, mariée vers 1050 à Josselin, seigneur de Courtenay. On attribue le prénom d'Hildegarde à cette fille, mais il est possible que cela résulte d'une confusion avec une demi-sœur homonyme ;
- Geoffroy III le Barbu (1040 † 1096-7), comte de Gâtinais et d'Anjou, éliminé par son frère cadet en 1068 ;
- Foulque IV le Réchin (1043 † 1109), comte d'Anjou, qui cède le Gâtinais au roi Philippe Ier en 1068. Il est le grand-père de Geoffroy V Plantagenêt dont sont issus les Rois et Reines d'Angleterre jusqu'à aujourd'hui.

Il mourut un 30 avril, entre 1043 et 1045. Sa veuve se remaria avec Robert Ier le Vieux, duc de Bourgogne.

## Sources
1. ↑  Etienne Meunier, « L'origine du comté de Joigny », L'Echo de Joigny, no 58,‎ 2001, p. 3 à 23.

Onomastique et Parenté dans l'Occident médiéval, Oxford, Linacre College, Unit for Prosopographical Research, coll. « Prosopographica et Genealogica / 3 », 2000, 310 p. (ISBN 1-900934-01-9) :
- Édouard de Saint Phalle, « Les comtes de Gâtinais aux Xe  et  XIe siècles ».
- Christian Settipani, « Les vicomtes de Châteaudun et leurs alliés ».
- Geoffroy , count of Gâtinais.